# 화학 반응
화학 반응(化學反應, 영어: chemical reaction)은 어떠한 화학 물질이 화학 변화를 겪어 다른 물질로 변화하는 과정이다. 고전적인 화학 반응은 원자핵의 변화 없이 원자 사이의 화학 결합이 형성되거나 끊어질 때 전자의 위치의 변화만을 다루며, 화학반응식으로 설명할 수 있다. 핵화학은 화학의 소분과로서 불안정하고 방사성을 띤 원자들의 화학 반응을 다룬다.
화학 반응에서 변화하기 전의 물질을 반응물, 변화한 물질을 생성물이라고 한다.
화학 반응은 일정한 온도와 화학 농도에서 특유의 반응 속도로 이루어지며, 열 에너지 이외의 에너지를 필요로 하지 않는 빠른 반응은 자발적 과정으로 불린다. 비자발적 반응은 자연 상태에서는 매우 느리게 이루어지며, 인간이 관측하기 적절한 속도의 반응을 일으켜 화학 평형에 도달하려면 열, 빛, 전기 에너지 등 추가적인 에너지가 필요하다.

## 종류
화학 반응에는 다음과 같은 종류가 있다.
- 이성질화: 한 물질이 구조가 다른 이성질체로 변하는 반응
- 화합: 여러 물질이 한 물질로 합쳐지는 반응

N2 + 3H2 → 2NH3
- 분해: 한 물질이 여러 물질로 쪼개지는 반응

2H2O → 2H2 + O2
- 치환반응: 한 분자의 특정 원소가 다른 분자로 이동하는 반응

2Na + 2HCl → 2NaCl + H2
- 복분해: 여러 물질이 반응하여 새로운 여러 물질로 변하는 반응

NaCl + AgNO3 → NaNO3 + AgCl
또한, 반응 과정에서 열을 흡수하는 반응을 흡열 반응, 열을 방출하는 반응을 발열 반응이라고 한다.

## 같이 보기
- 활성화 에너지
- 촉매
- 화학반응식
- 계수
- 화학양론
- 반응 속도
- 조합화학
- 유기 반응
- 반응 과정